# 永康市第一中学
永康市第一中学是中国浙江省永康市的一所高级中学。

## 历史
永康市第一中学的前身是民国元年（公元1912年）9月创办的永康中学。1975年9月，永康中学拆分为永康市第一中学与永康市第二中学。1994年8月停止初中招生。1998年迁至现今所在的学校新址。2012年，永康第一中学与永康中学，永康第二中学共同庆祝建校一百周年。

## 现状
永康一中现为浙江省一级重点中学，占地面积205亩，建筑面积47000平方米，有教学班36个，在校生共1808人，教师143人。